# Església de Sant Nicolau (Gandia)
L'església de Sant Nicolau és al Grau de Gandia (la Safor, País Valencià). El projecte sorgeix per la necessitat de construir un temple en el Grau que substitueix l'anterior, destruït durant la Guerra Civil i com a resposta al creixent poblament de la zona en aquesta època. Es redacta l'any 1959 pels arquitectes Gonzalo Echegaray Comba i Eduardo Torroja Miret, i es construí a partir de 1962.
El solar on es decideix la construcció constitueix un sortint sobre el mar amb una forma triangular, amb dos dels seus fronts costat de l'aigua. Així, és en una posició privilegiada que destaca en el conjunt portuari. L'únic front del solar cap a terra el defineix una carretera, que serveix de delimitació amb les edificacions més properes.
El conjunt queda conformat pel gran volum de la nau de l'església i el porticat que constitueix el claustre, al costat d'aquella, en el costat que encara a terra. D'aquesta manera l'església apareix com un temple exempt que té per base la superfície del mar i s'erigeix en mascaró del conjunt que es dilueix terra endins per mitjà del claustre que la connecta a la Casa Abacial.

## Arquitectura
El temple es concep com una nau longitudinal situada en sentit est-oest, amb la capçalera en la més tradicional de les orientacions: cap al sol naixent. La planta té una forma voluntàriament trapezoïdal, que emfatitza les perspectives cap al presbiteri. El claustre es desenvolupa al nord de la nau, amb el costat de tota la seua longitud, tot i que s'adapta a la parcel·la desfent la definició tradicional de quatre corredors, i amb cinc, en forma de pentàgon irregular.
L'accés es realitza als peus del temple, en la confluència de nau i claustre, mitjançant un porxo que distribueix les circulacions cap a ambdós. A continuació, un vestíbul, amb portes contravents, dona accés a l'interior, cap a la nau principal d'una banda i, lateralment, cap al baptisteri.
L'espai del temple es defineix per la confluència de tres elements: dos grans closques laterals, en la separació de les seues coronacions ofereixen un tall de llum a nord, i un mur adossat pel perímetre del qual també s'il·lumina l'interior. Unes capelles laterals al sud completen el programa, i es destina l'última d'elles a albergar el Pas. Aquestes capelles estan separades entre si per murs baixos, cosa que permet una major percepció de l'espai unitari del temple, a més d'incrementar la seua capacitat en cas de necessitat. La paret nord del temple se separa una certa distància del sòl per donar pas a l'esquinçament horitzontal que permet la seua connexió amb el claustre i oferir més capacitat a l'estiu.
Aquesta configuració estructural defineix els alçats, en un exercici de sinceritat formal. Cadascuna de les closques esmentades es materialitza per la seriació dels pòrtics que els defineixen, si bé cada un d'ells mostra pilars i bigues a exterior o interior, respectivament a façanes sud i nord. Els alçats són un joc de materials, combinant els elements estructurals de formigó amb parets de rajola roja que, en la seua conformació última, ofereixen una modulació amb el sortint de maons a manera de petxines seriades en rombe.
El front marítim sud presenta el volum de les capelles que es presenten com un podi del temple, amb front blanc i murs de pedra que el flanquegen. En aquest podi sobresurt la capella del Pas, que té una porta que ocupa tot el seu front, amb un tractament mariner per la fusta que la conforma i l'ull de bou que la dona llum. Es diria, des de l'exterior, que és aquest l'accés principal de l'església. El claustre connecta la seua coberta a l'altura del podi, tret que atorga a tot el conjunt una gran unitat.
Els materials utilitzats responen al criteri de funcionalitat de l'edifici, amb una lectura clara dels elements que el conformen: formigó per a l'estructura, rajola en els seus tancaments, maçoneria de pedra en murs complementaris, així com mosaics en la decoració de paraments i ferros en forja de reixes i cancells, que acaben de definir l'ús del temple.
En la concepció i solució estructural de l'obra es llegeix l'empremta de l'enginyer col·laborador del projecte Eduardo Torroja, personatge de rellevància en el panorama del formigó estructural a Espanya.